# Koleba pod Chłopkiem

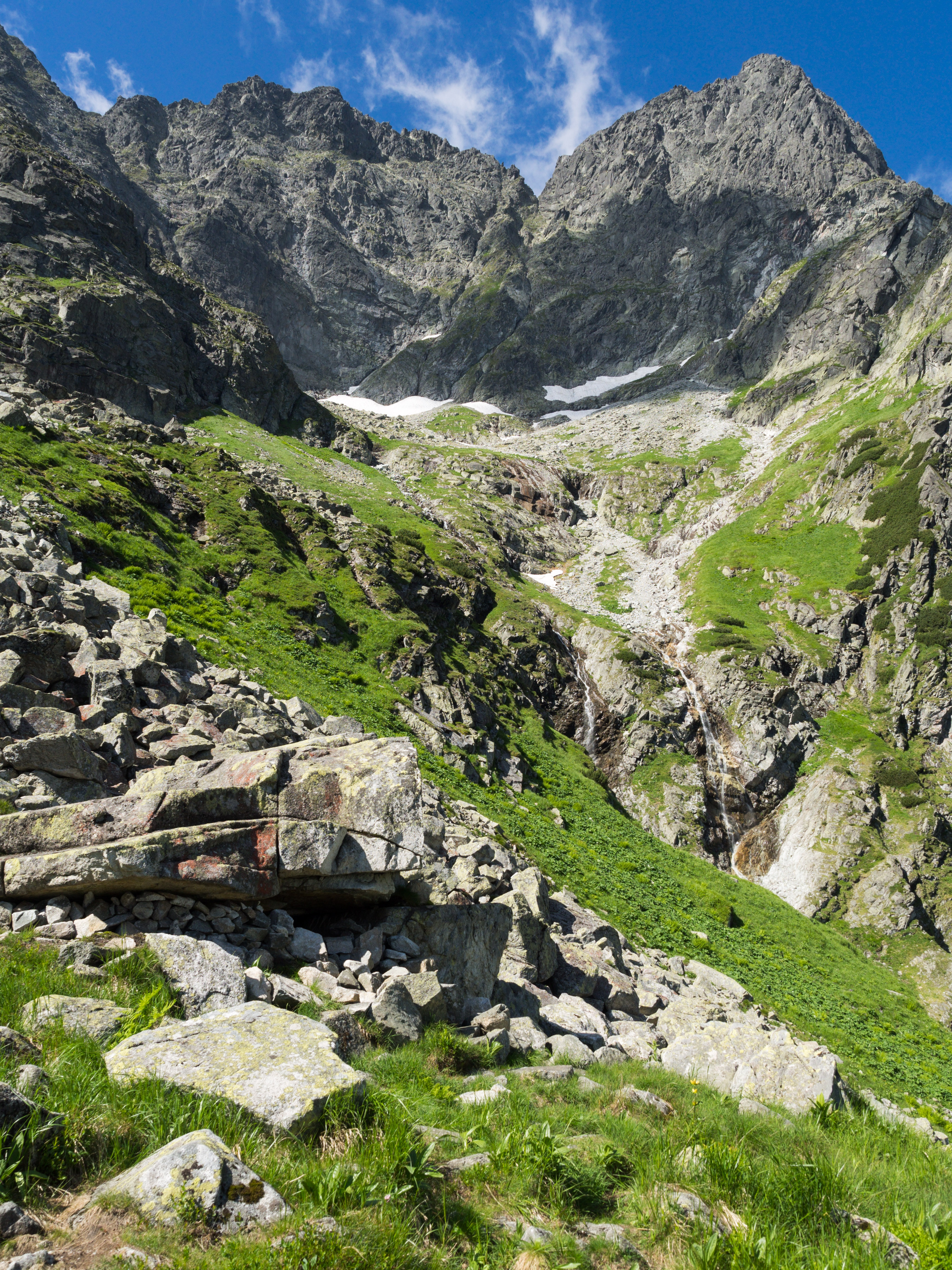
Koleba pod Chłopkiem, w tle Mięguszowiecki Szczyt Pośredni i Mięguszowiecki Szczyt Wielki

Koleba pod Chłopkiem – wielki, płaski głaz przy turystycznym szlaku na Przełęcz pod Chłopkiem w Tatrach Polskich. Znajduje się na wysokości 1727 m na rówience w dolnej części Bańdziocha. Jest pod nim koleba, która dawniej wykorzystywana była przez pasterzy i kłusowników, znana jest także taternikom. Znajduje się w odległości około 15 min od początku szlaku  przy Czarnym Stawie pod Rysami. Koleba może przydać się również turystom np. podczas załamania pogody. Przy Kolebie pod Chłopkiem szlak turystyczny skręca w lewo na północno-zachodnie rumowiska Kazalnicy Mięguszowieckiej.

## Turystyka i taternictwo
Czarny Staw – Bańdzioch – Siodło za Kazalnicą – Galeryjka – Przełęcz pod Chłopkiem. Czas przejścia: 2:30 h, ↓ 2 h.